# Willinda Park
Willinda Park är en park i Australien. Den är belägen i regionen Banyule och delstaten Victoria, i den sydöstra delen av landet, 400 km sydväst om huvudstaden Canberra. Willinda Park ligger 68 meter över havet.
Terrängen runt Willinda Park är platt. Närmaste större samhälle är Melbourne, 16,8 km sydväst om Willinda Park. 
Runt Willinda Park är det i huvudsak tätbebyggt. Kustklimat råder i trakten. Årsmedeltemperaturen i trakten är 14 °C. Den varmaste månaden är januari, då medeltemperaturen är 22 °C, och den kallaste är juni, med 7 °C. Genomsnittlig årsnederbörd är 1 244 millimeter. Den regnigaste månaden är juli, med i genomsnitt 140 mm nederbörd, och den torraste är januari, med 49 mm nederbörd.